# اتصال کوتاه ۲
«اتصال کوتاه ۲» (انگلیسی: Short Circuit 2) فیلمی در ژانر سرقت و علمی–تخیلی به کارگردانی کنت جانسون است که در سال ۱۹۸۸ منتشر شد. از بازیگران آن می‌توان به فیشر استیونس، سینتیا گیب، و جک وستون اشاره کرد.